# 印度隱鰭鯰
印度隱鰭鯰，為輻鰭魚綱鯰形目鯰科的其中一種，為亞熱帶淡水魚，分布於亞洲印度阿魯納恰爾邦Namdapha河流域，體長可達25.3公分，棲息在礫石底質山區溪流底層水域，生活習性不明。